# Бютнер, Пауль
Пауль Бютнер (нем. Paul Büttner; 10 декабря 1870, Дрезден — 15 октября 1943, там же) — немецкий композитор, музыкальный критик и музыкальный педагог, гобоист, дирижёр, хормейстер, музыковед

.

## Биография
Окончил Дрезденскую консерваторию, ученик Феликса Дрезеке по классу композиции. Изучал также игру на гобое и в 1890-е гг. подрабатывал игрой на этом инструменте в танцевальных оркестрах. В 1896—1907 гг. хормейстер консерватории. С 1905 г. дирижировал хором Дрезденского рабочего певческого союза. С 1912 г. выступал как музыкальный критик в газете социал-демократического направления Dresdner Volkszeitung. С 1917 г. профессор Дрезденской консерватории, с 1924 г. её музыкальный руководитель; среди его учеников, в частности, Вилли Керер. После прихода к власти нацистов в 1933 году был уволен со всех постов в связи с социал-демократическими убеждениями и еврейским происхождением жены, Евы Бютнер, преподававшей в консерватории фортепиано.
Основу творческого наследия Бютнера составляют 4 симфонии (фа мажор 1898, соль мажор 1908, ре бемоль мажор 1915, си минор 1918), выдержанные в позднеромантическом стиле. Бютнеру также принадлежат одноактная опера «Анка», «Сатурналии» для оркестра духовых и ударных, для симфонического оркестра — фантазия «Война», Героическая увертюра (1925), Славянский танец, идиллия и фуга (1932), увертюра к трагедии Х. Д. Граббе «Наполеон, или Сто дней», а также струнный квартет, три сонаты для скрипки и фортепиано и др.
Имя Бютнера носит улица (нем. Paul-Büttner-Straße) в Дрездене.